# Friedrich Karl Akel

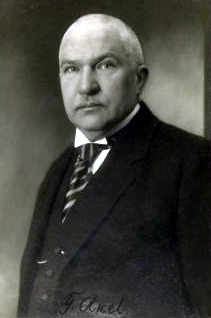
Friedrich Akel (um 1930)

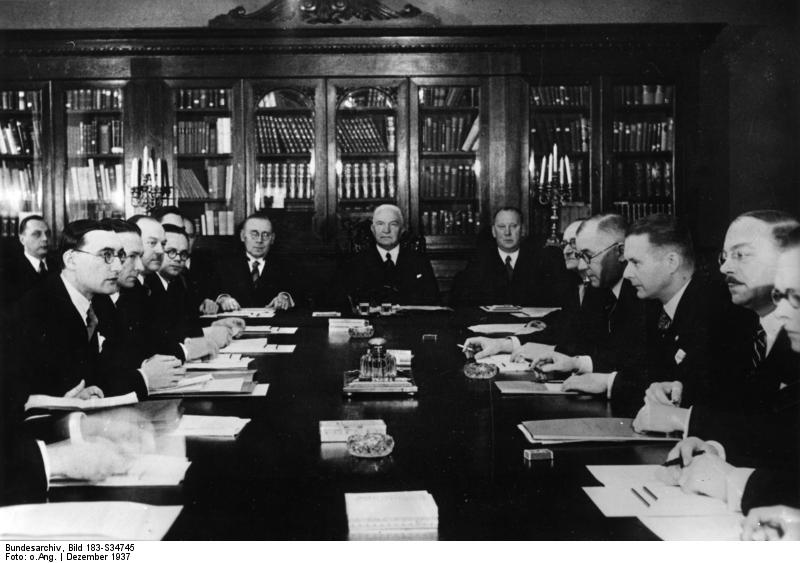
Akel (hinten, Mitte) mit dem litauischen Außenminister Stasys Lozoraitis (links) und dem lettischen Außenminister Vilhelms Munters (rechts) in Tallinn (Dezember 1937)

Friedrich Karl Akel (* 24. Augustjul. / 5. September 1871greg. in der Gemeinde Kaubi, Kirchspiel Halliste, Landkreis Viljandimaa; † 3. Juli 1941 in Tallinn) war ein estnischer Politiker und Diplomat. Er war 1924 Staatsältester (Staatsoberhaupt) der Republik Estland.

## Ausbildung
Friedrich Karl Akel wurde als einziges gemeinsames Kind von Juhan Akel und seiner Frau Kärt Akel (geborene Risso) auf dem Gut Kaubi geboren. Akel ging von 1881 bis 1883 in die Grund- und von 1883 bis 1887 in die Kreisschule von Viljandi. Von 1889 bis 1892 besuchte er das Alexander Gymnasium in Dorpat und studierte von 1892 bis 1897 Medizin an der Kaiserlichen Universität Dorpat. 1897/98 war er Dozent am Poliklinikum der Universität Dorpat und absolvierte 1898/99 und 1901/02 eine fachärztliche Ausbildung zum Augenarzt in Riga. Weitere Ausbildungslehrgänge führten ihn nach Berlin, Prag und Leipzig. 1904/05 wurde er im Russisch-Japanischen Krieg als Arzt eingezogen. Von 1902 bis 1922 war er als Augenarzt in Tallinn tätig. 1912 gründete er seine eigene Augenklinik.

## Politiker
Bereits früh begann Akels gesellschaftliches, kirchliches und politisches Engagement als Mitglied zahlreicher Vereine und im Stadtrat von Tallinn, dessen Vorsitzender er von 1913 bis 1917 war.
Nach der Gründung der Republik Estland verschrieb sich Akel der Diplomatie. 1922/23 war er estnischer Gesandter in Finnland, 1928 bis 1933 in Schweden (zuständig ebenfalls für Dänemark und Norwegen) und von 1934 bis 1936 in Deutschland (zuständig ebenfalls für die Niederlande). 1923/24, 1926/27 und von 1936 bis 1938 war er estnischer Außenminister.
Daneben war Akel langjähriger Abgeordneter im estnischer Parlament (Riigikogu). Vom 26. März bis 16. Dezember 1924 war er Staatsältester und damit Staatsoberhaupt der Republik Estland. Er überlebte während seiner Amtszeit den kommunistischen Putschversuch vom 1. Dezember 1924, den er mit Hilfe des Militärs und der Polizei niederschlagen ließ.
Von 1928 bis 1932 war Friedrich Karl Akel als erster Este Mitglied des Internationalen Olympischen Komitees.

## Verhaftung
Nach der Besetzung Estlands durch die Sowjetunion wurde Friedrich Karl Akel am 17. Oktober 1940 durch das NKWD verhaftet und am 3. Juli 1941 in Tallinn erschossen. Sein Grab ist unbekannt.
Seit 1906 war Friedrich Karl Akel mit Adele Karoline Tenz verheiratet. Sie wurde durch die sowjetische Besatzungsmacht am 14. Juni 1941 deportiert und starb 1944.